# 4533 Орт
4533 Орт (4533 Orth) — астероїд головного поясу, відкритий 7 березня 1986 року.
Тіссеранів параметр щодо Юпітера — 3,404.